# Čerepovec
Čerepovec (ruski: Черепове́ц) je grad u Vologodskoj oblasti u Rusiji. Zemljopisni položaj mu je 59°12′N 37°54′E / 59.200°N 37.900°E.
Osnovan je 1360. kao samostan na brdima pokraj rijeke Šeksne. Kroz stoljeća se razvio važno trgovinsko središte, proizvodnju i prijevoz. Status grada je dobio 1777.
U Čerepovcu je jedna od najvećih ruskih željezara i čeličana, kao i velike kemijske tvrtke i tvrtke za proizvodnju umjetnih gnjojiva.
Strateški je smješten na križanju glavnih prometnih puteva, vodenog Volga-Baltik, željezničkih Zapad-Istok, plinovoda, kao i između dva glavna ruska grada - Moskve i Petrograda. Stoga ga se smatra savršenim mjestom za industrije.
"Čerepovec", na jeziku lokalnih domorodaca Vepsa, znači "Vepsko riblje brdo".
Broj stanovnika: oko 350.000.